# Too Much to Ask
Too Much to Ask è un singolo del cantante irlandese Niall Horan, pubblicato il 15 settembre 2017 come terzo estratto dal primo album in studio Flicker.

## Successo commerciale
Il singolo ha ottenuto successo a livello mondiale. In Italia, nella classifica ufficiale Top Singoli FIMI, ha raggiunto la posizione #74.

## Video musicale
Il video, pubblicato il 21 settembre 2017 attraverso il canale YouTube dell'artista, mostra il cantante seduto su un letto, la metropolitana di Londra, un locale con sei uomini seduti che bevono e parlano, il cantante e altri tre uomini suonare gli strumenti musicali (e successivamente il pianoforte) in una casa e una breve vista panoramica sfuocata sullo skyline di Londra con alternanze di immagini al suono degli strumenti musicali, al cantante che passeggia in città e alla metropolitana.

## Tracce
1. Too Much to Ask – 3:43